# 아나스타시아 바라노바
아나스타시아 바라노바(Anastasia Baranova, 1989년 4월 23일 ~ )는 러시아의 배우, 모델, 영화배우이다.
구소련 수도 모스크바에서 태어났다.

## 방송
- Z 네이션 시즌4
- Z 네이션 시즌3
- Z 네이션 시즌2
- Z 네이션

## 영화
- 웰컴 투 윌리츠 (2016년)
- Z 네이션 시즌2 (2015년)
- 모스틀리 고스틀리: 해브 유 멧 마이 굴프렌드? (2014년)
- 더 서브라임 앤 뷰티풀 (2014년)
- 맨 업 (2013년) - 베스 역